# 루벤 다리오 로시
루벤 다리오 로시(Rubén Dario Rossi, 1973년 10월 28일~ )는 아르헨티나 출신의 축구 선수로 1994년 K리그 대우 로얄즈 (현 부산 아이파크)에서 활약하였다. 당시 대우 로얄즈와 선수 수급 협약을 맺은 아르헨티나 산로렌소 출신으로 먼저 입단했던 루벤 베르넌시오가 산로렌소 돌아가자 대체 선수로 입단하였다.